# Angelo Bratsis
Michael Angelo Bratsis (24 januari 1942) is een voormalig voetbalscheidsrechter uit de Verenigde Staten, die woonachtig is in de staat Massachusetts. Hij floot van 1980 tot 1992 op het hoogste internationale niveau. Bratsis was in 1985 onder meer actief op het WK voetbal –17 jaar. Daar leidde hij twee groepswedstrijden.

## Interlands
| Datum      | Plaats         | Wedstrijd                   | Uitslag | Competitie        | Kreeg geel | Kreeg voor de tweede keer geel en dus rood | Weggestuurd |
| ---------- | -------------- | --------------------------- | ------- | ----------------- | ---------- | ------------------------------------------ | ----------- |
| 13-04-1985 | Victoria       | Canada – Haïti              | 2 – 0   | WK-kwalificatie   | 1          | 0                                          | 0           |
| 02-02-1986 | Miami          | Uruguay – Canada            | 3 – 1   | Vriendschappelijk | ?          | ?                                          | ?           |
| 13-04-1986 | Los Angeles    | Mexico – Uruguay            | 1 – 0   | Vriendschappelijk | ?          | ?                                          | ?           |
| 14-05-1988 | Miami          | Verenigde Staten – Colombia | 0 – 2   | Vriendschappelijk | ?          | ?                                          | ?           |
| 09-10-1988 | Guatemala-Stad | Guatemala – Canada          | 1 – 0   | WK-kwalificatie   | 4          | 0                                          | 0           |
| 20-02-1990 | Los Angeles    | Colombia – Sovjet-Unie      | 0 – 0   | Vriendschappelijk | 6          | 0                                          | 2           |
| 22-02-1990 | Los Angeles    | Sovjet-Unie – Costa Rica    | 2 – 1   | Vriendschappelijk | 0          | 0                                          | 0           |
| 04-05-1990 | Chicago        | Colombia – Polen            | 2 – 1   | Vriendschappelijk | 3          | 0                                          | 0           |
| 06-05-1990 | Chicago        | Polen – Costa Rica          | 2 – 0   | Vriendschappelijk | 2          | 0                                          | 0           |
| 20-11-1991 | Veracruz       | Mexico – Uruguay            | 1 – 1   | Vriendschappelijk | 5          | 0                                          | 0           |